# There for You
"There for You" là một bài hát của DJ người Hà Lan Martin Garrix và ca sĩ người Úc Troye Sivan. Nó được phát hành vào ngày 26 tháng 5 năm 2017. Album remix được ra vào ngày 18 tháng 8 năm 2017, hợp tác với các remix Araatan, Bali Bandits, Bart B More, Julian Jordan, Madison Mars, Vintage Culture, King Arthur, Goldhouse, Brohug, Lione và Lontalius.

## Bối cảnh
Garrix ra mắt bài hát với Troye Sivan, người đã tham gia cùng anh tại Coachella Valley Music and Arts Festival tại Empire Polo Club ở Indio, California vào ngày 14 tháng 4 năm 2017. Sivan loan tin tiêu đề trên Twitter và chỉ ra rằng bài hát sẽ được phát hành chính thức bằng cách nói rằng "I love you guys and can't wait for you to have this song in ur phones".

## Danh sách bài hát
| Tải kỹ thuật số | Tải kỹ thuật số | Tải kỹ thuật số |
| STT             | Nhan đề         | Thời lượng      |
| --------------- | --------------- | --------------- |
| 1.              | "There for You" | 3:41            |

| Tải kỹ thuật số - Các bản Remix | Tải kỹ thuật số - Các bản Remix                 | Tải kỹ thuật số - Các bản Remix |
| STT                             | Nhan đề                                         | Thời lượng                      |
| ------------------------------- | ----------------------------------------------- | ------------------------------- |
| 1.                              | "There for You" (Araatan Remix)                 | 2:49                            |
| 2.                              | "There for You" (Bali Bandits Remix)            | 3:12                            |
| 3.                              | "There for You" (Dzeko Remix)                   | 2:39                            |
| 4.                              | "There for You" (Bart B More Remix)             | 2:54                            |
| 5.                              | "There for You" (Julian Jordan Remix)           | 3:03                            |
| 6.                              | "There for You" (Madison Mars Remix)            | 2:55                            |
| 7.                              | "There for You" (Vintage Culture & Kohen Remix) | 3:25                            |
| 8.                              | "There for You" (King Arthur Remix)             | 3:56                            |
| 9.                              | "There for You" (Goldhouse Remix)               | 3:03                            |
| 10.                             | "There for You" (Brohug Remix)                  | 3:23                            |
| 11.                             | "There for You" (Lione Remix)                   | 4:35                            |
| 12.                             | "There for You" (Lontalius Remix)               | 3:46                            |

## Bảng xếp hạng
| Bảng xếp hạng (2017)                            | Vị trí cao nhất |
| ----------------------------------------------- | --------------- |
| Úc (ARIA)                                       | 23              |
| Áo (Ö3 Austria Top 40)                          | 25              |
| Bỉ (Ultratop 50 Flanders)                       | 19              |
| Bỉ (Ultratop 50 Wallonia)                       | 15              |
| Canada (Canadian Hot 100)                       | 48              |
| Cộng hòa Séc (Rádio Top 100)                    | 21              |
| Cộng hòa Séc (Singles Digitál Top 100)          | 6               |
| Đan Mạch (Tracklisten)                          | 26              |
| Phần Lan (Suomen virallinen lista)              | 19              |
| Pháp (SNEP)                                     | 78              |
| Trường songid là BẮT BUỘC CHO BẢNG XẾP HẠNG ĐỨC | 31              |
| Hungary (Single Top 40)                         | 25              |
| Hungary (Stream Top 40)                         | 10              |
| Ireland (IRMA)                                  | 28              |
| Ý (FIMI)                                        | 30              |
| Latvia (Latvijas Top 40)                        | 7               |
| Malaysia (RIM)                                  | 5               |
| Hà Lan (Dutch Top 40)                           | 11              |
| Hà Lan (Single Top 100)                         | 12              |
| New Zealand (Recorded Music NZ)                 | 22              |
| Na Uy (VG-lista)                                | 31              |
| Philippines (Philippine Hot 100)                | 53              |
| Bồ Đào Nha (AFP)                                | 20              |
| Scotland (OCC)                                  | 30              |
| Slovakia (Rádio Top 100)                        | 53              |
| Slovakia (Singles Digitál Top 100)              | 10              |
| Spain (PROMUSICAE)                              | 62              |
| Thụy Điển (Sverigetopplistan)                   | 34              |
| Thụy Sĩ (Schweizer Hitparade)                   | 24              |
| Anh Quốc (OCC)                                  | 40              |
| US Billboard Hot 100                            | 94              |
| US Hot Dance/Electronic Songs (Billboard)       | 12              |

| Bảng xếp hạng (2017)         | Vị trí |
| ---------------------------- | ------ |
| Australia (ARIA)             | 92     |
| Belgium (Ultratop Flanders)  | 58     |
| Belgium (Ultratop Wallonia)  | 72     |
| Hungary (Stream Top 40)      | 52     |
| Netherlands (Single Top 100) | 59     |

## Chứng nhận
| Quốc gia | Chứng nhận | Số đơn vị/doanh số chứng nhận |
| --- | ---------- | ----------------------------- |
| Úc (ARIA) | Platinum   | 70.000‡                       |
| Bỉ (BEA) | Platinum   | 0‡                            |
| Đan Mạch (IFPI Đan Mạch) | Gold       | 45.000‡                       |
| Pháp (SNEP) | Gold       | 75,000‡                       |
| Đức (BVMI) | Gold       | 150.000‡                      |
| Ý (FIMI) | Platinum   | 50.000‡                       |
| New Zealand (RMNZ) | Gold       | 15.000‡                       |
| Thụy Điển (GLF) | Gold       | 10.000‡                       |
| Anh Quốc (BPI) | Silver     | 200.000‡                      |
| Hoa Kỳ (RIAA) | Gold       | 500.000‡                      |
| * Chứng nhận dựa theo doanh số tiêu thụ. ^ Chứng nhận dựa theo doanh số nhập hàng. ‡ Chứng nhận dựa theo doanh số tiêu thụ và phát trực tuyến. |            |                               |